# 斯潘塞堡 (密蘇里州)
斯潘塞堡（英語：Spencerburg）是位於美國密蘇里州派克縣的非建制地區。

## 歷史
斯潘塞堡的郵局於1837年設立，其後於1903年停運。

## 地理
斯潘塞堡所處的海拔為高於海平面234米（即768英呎），而該地所採用的時區為UTC-6，即北美中部時區（CST）。同時該地設有夏令時間，為UTC-6調快一小時，即UTC-5（CDT）。